# Castle Rock (seriál)
Castle Rock je americký hororový televizní seriál s nadpřirozenou tematikou inspirovaný fiktivním městem Castle Rock ve státě Maine, které se objevuje v dílech Stephena Kinga. Seriál vytvořili Sam Shaw a Dustin Thomason. Jeho premiéra proběhla 25. července 2018 na platformě Hulu.
První řada, ve které účinkovali André Holland, Melanie Lynskey, Bill Skarsgård, Jane Levy a Sissy Spacek, byla uvedena v roce 2018. Druhá řada, představující hlouběji samostatný příběh, měla premiéru 23. října 2019 a v hlavních rolích se objevili Lizzy Caplan, Paul Sparks, Barkhad Abdi, Yusra Warsama, Elsie Fisher, Matthew Alan a Tim Robbins. V listopadu 2020 Hulu oznámilo, že seriál skončí podle původního plánu po dvou řadách.

## Děj
Děj mísí lidské příběhy a hluboký vývoj postav, jaké jsou typické pro nejznámější Kingova díla, a vytváří naraci o kontrastu světla a temnoty, která se odehrává na malém kousku lesnaté krajiny v Maine. První série sleduje právníka Henryho Deavera, který se vrací do rodného města Castle Rock poté, co v tamní věznici Shawshank objeví nového záhadného vězně. Henry se snaží odhalit jeho původ, ale čím více pátrá, tím více se noří do temné minulosti města a svého vlastního dětství. Jak se podivné události stupňují, začíná být jasné, že nově nalezený vězeň není obyčejný člověk a jeho přítomnost spouští sérii děsivých událostí, které mění realitu.